# Dead (chanteur)
Pour les articles homonymes, voir Yngve, Ohlin, Dead (homonymie) et Pelle.
Per Yngve Ohlin, plus connu sous le nom de scène de Dead et également surnommé Pelle, est un chanteur de black metal suédois, né le 16 janvier 1969 à Västerhaninge dans le comté de Stockholm en Suède et mort le 8 avril 1991 près d'Oslo, dans le village de Kråkstad en Norvège. Il fut membre des groupes Mayhem et Morbid.

## Biographie

### Jeunesse
Per Yngve Ohlin est l'ancien chanteur du groupe de black metal Mayhem. Il n'aura enregistré que peu d'albums avec Mayhem : un live intitulé Live in Leipzig, ainsi qu'une démo intitulée Out from the Dark. Cependant, une version studio de deux titres enregistrés avec Dead peut être trouvée sur le split réalisé avec le groupe Morbid. Il est également au chant sur le bootleg live Dawn of the Black Hearts.
Lorsqu'il était encore étudiant, Per Yngve Ohlin était victime de harcèlement et se faisait régulièrement battre par les autres élèves.
Dans les interviews, Dead est décrit par les autres membres du groupe comme une personne introvertie et étrange. Hellhammer dit qu'il « avait une personnalité bizarre... dépressif, mélancolique et sombre ». De même, Euronymous déclara : «Je pense sincèrement que Dead est taré. Comment pourrait-on décrire autrement quelqu'un qui se prive de nourriture pour souffrir de blessures stomacales ? Ou qui porte des T-shirts sur lesquels sont inscrits des avis de décès ? »
Pour Bård Faust Eithun, «il n'était pas le genre de type qu'on peut vraiment connaitre. Je pense que même les mecs de Mayhem ne le connaissaient pas bien. Je l'ai vu deux semaines avant qu'il ne meure. J'ai dû le voir en tout entre six et huit fois. Il avait plein d'idées bizarres. Je me souviens qu'Euronymous me disait qu'il n'avait pas d'humour. Il en avait, mais il était très sombre. Sincèrement, je ne pense pas qu'il aimait vivre dans ce monde.» D'après les autres membres du groupe Mayhem, l'état psychologique de Dead s'aggravait avec le temps. Il devenait de plus en plus dépressif, passait la plupart de ses journées assis dans sa chambre à écrire des lettres et à dessiner.
Dead aurait été atteint du syndrome de Cotard.

### Origine de «Dead»
Quand il était enfant, alors qu'il jouait sur la glace, Per Yngve Ohlin a été hospitalisé après être tombé dans l'eau glaciale. Il dit avoir eu des visions et être passé «de l'autre côté». Dès lors, il chercha à être l'incarnation de la mort, en passant notamment par le nom de Dead, par son goût pour le corpse paint et le metal extrême.
Cette histoire a été racontée au bassiste de Mayhem, Jørn Necrobutcher Stubberud, par Per Yngve Ohlin lui-même mais son frère, Anders Ohlin, rejette cette version. Il raconte dans le livre Of Blood Fire Death de Ika Johannesson et John Jefferson Klingberg que Per Yngve Ohlin a été sévèrement harcelé au collège alors qu'il avait 13 ans. Un jour, revenant plus tôt de l'école en prétextant être malade, sa belle-mère, qui était infirmière et par chance présente à la maison à ce moment-là, le retrouve peu de temps après inconscient et sans pouls. Elle le place sous respiration artificielle en attendant l'arrivée des secours, et Pelle sera hospitalisé pendant plusieurs jours à la suite de ce qui se révèlera être une rupture de la rate. Il apparaîtra qu'il avait été battu par un groupe à son école et à la suite de cet évènement, il changera d'établissement. Par la suite il inventera cette histoire selon laquelle il a glissé sur une plaque de glace.

### Concerts
Pour les concerts, Dead se maquillait de corpse paint noir et blanc. Selon Necrobutcher, «ça n'avait rien à voir avec la façon dont Kiss ou Alice Cooper se maquillaient. Dead voulait vraiment ressembler à un cadavre. Il ne faisait pas ça pour avoir l'air cool.»
Il pratiquait aussi l'automutilation devant son public pour voir la réaction des gens choqués face à son sang qui coulait. Il se découpait à l'aide de tessons de bouteille, et saignait parfois tellement qu'il s'évanouissait et devait être transporté d'urgence à l'hôpital.
Dead enterrait ses vêtements dans un cimetière plusieurs semaines avant un concert pour les déterrer le jour venu, afin d'obtenir « l'essence de la mort » : des vêtements sales, déchirés, couverts de moisissure et infestés d'insectes. Il se privait également de nourriture plusieurs jours avant un concert, pour se donner des maux d'estomac, disant que ça lui donnait un meilleur chant.
En tournée avec Mayhem, Dead trouva un corbeau mort, qu'il plaça dans un sac en plastique et garda. Il sentait souvent l'odeur qui se dégageait de l'animal mort avant un concert, affirmant qu'il avait besoin de « sentir la mort ».

### Le suicide
Le 8 avril 1991, quelque temps avant l'enregistrement de De Mysteriis Dom Sathanas, le guitariste de Mayhem Øystein Aarseth retrouve Dead mort. Il s'est suicidé d'une balle de fusil dans la tête après s'être lacéré à plusieurs reprises les poignets et la gorge avec un couteau. Euronymous décide alors d'acheter un appareil photo jetable et de prendre quelques clichés avant de prévenir la police. Les photos furent par la suite volées, et utilisées (soi-disant sans autorisation) pour la pochette de l'album bootleg Dawn Of The Black Hearts - Live in Sarpsborg.
Euronymous aurait ensuite voulu récupérer une partie du corps du chanteur comme « souvenir » mais il se ravisa en pensant que cette absence se remarquerait.[réf. nécessaire] Il ramassa alors, parmi les débris de crâne, quelques morceaux pour faire des colliers pour lui-même et pour d'autres membres de la scène black metal norvégienne qu'il considère « dignes », et des bouts de cerveau qu'il fera cuire et qu'il mangera par la suite[réf. nécessaire]. Les autres membres de Mayhem confirmeront qu'Aarseth a bel et bien fait des colliers avec les morceaux du crâne de Dead mais nieront le "repas macabre" d'Euronymous avec son cerveau.[réf. nécessaire]
Les raisons de son suicide restent encore aujourd'hui obscures, Per Yngve Ohlin était un être habité par la mort, très dépressif. Dans la courte lettre de suicide qui a été retrouvée, il écrit seulement « Excuse All The Blood » (« Désolé pour le sang »). Hellhammer déclara plus tard que cette lettre était légèrement plus détaillée et comprenait les excuses de Dead pour avoir utilisé le fusil de chasse dans la maison, mais que le couteau n'aurait pas suffi à finir le boulot. Avec ces mots, on a aussi retrouvé les paroles de la chanson Life Eternal, de l'album De Mysteriis Dom Sathanas.
Il est désormais enterré dans le cimetière boisé de Skogskyrkogården à Enskede en Suède.

## Discographie
| Titre                     | Groupe | Enregistrement/Sortie | Type                                 |
| ------------------------- | ------ | --------------------- | ------------------------------------ |
| Morbid Rehearsal          | Morbid | 7 août 1987           | Démo                                 |
| December Moon             | Morbid | 25 décembre 1987      | Démo                                 |
| Dawn of the Black Hearts  | Mayhem | 28 février 1990       | Album Live                           |
| Freezing Moon/Carnage     | Mayhem | 29 avril 1990         | Studio recording                     |
| Live in Leipzig           | Mayhem | 26 novembre 1990      | Album Live                           |
| Out from the Dark         | Mayhem | Début 1991            | Démo                                 |
| De Mysteriis Dom Sathanas | Mayhem | 24 mai 1994           | Album studio (Seulement les paroles) |
| Live in Stockholm         | Morbid | 2000                  | Album Live                           |
| Year of the Goat          | Morbid | 4 avril 2011          | Album compilation                    |